# Qaradağlı (Tərtər)
Qaradağlı è un comune dell'Azerbaigian situato nel distretto di Tərtər.